# أدب الكتاب
أدب الكتاب: ومن الناس من يقول: «أدب الكاتب». ألفه الصولي زمن الراضي بالله كما يفهم مما كتبه في باب «ما يتكاتب به الناس اليوم».
قال في المقدمة: «هذا الكتاب ألفناه فيما يحتاج إليه أعلى الكتاب درجة، وأقلهم فيه منزلة. وجعله جامعاً لكل ما يحتاج الكاتب إليه، حتى لا يعول في جميعه إلا عليه».

## الأبواب
من بعض أبوابه: (ما روى في أول من كتب الكتاب العربي، أما بعد وما جاء فيها، ما قيل في حسن الخط من المنظوم، ما قيل في الدواة، قط القلم، فض الكتاب، اللحن في الكتاب، طىّ الكتاب ودرجة، العنوان، التاريخ وما قيل في معناه، تحويل الديوان من الفارسي إلى العربي، وجوه الآمال التي تحمل إلى بيت المال وأصنافُها ولمن تجب، جزية الرءوس، مدح بالإيجاز في ابتداء المكاتبة والجواب، زيادة الألف، الهمز، الهاء، الواو، الياء، ما يكتب بالياء والألف من الأفعال، المقصور والممدود..هلم جراً).

## الطباعة
الكتاب جزء واحد، وقد طبع في مصر سنة 1341 هـ. نسخه وعنى بتصحيحه وتعليق حواشيه محمد بهجة الأثري ونظر فيه محمد شكري الآلوسي.